# Morèje
Morèje, pseudonyme de Jérôme Gulon, est un artiste plasticien né en 1957 à Paris.

## Biographie
Jérôme Gulon est l'initiateur de l'introduction de la mosaïque dans le domaine de l'art urbain.  
Formé à la mosaïque par Riccardo Licata aux Beaux Arts, il vit et travaille à Paris. 
Avec le mouvement d'art urbain parisien (Psyckoze, Miss.Tic, Jef Aérosol, Jérôme Mesnager, VLP, SP 38, etc.) au début des années 1980, il suit les traces des précurseurs de l'art urbain en France : Daniel Buren, Ernest Pignon-Ernest et Gérard Zlotykamien. Il produira avec ces deux derniers, mentors et amis, le texte des ouvrages consacrés aux deux artistes paru chez Critères Éditions,
ainsi que plusieurs œuvres collectives avec Gérard Zlotykamien en 2015 et 2016.
Il se rend régulièrement aux Frigos dans les années 80, y faisant la connaissance de nombreux artistes dont Bili Bidjocka.
Agrégé d'arts plastiques en 2003, Jérôme Gulon soutient en 2007 la première thèse écrite sur la mosaïque contemporaine (« Mosaïque, entre la pierre et le concept ») et devient docteur en arts plastiques et sciences de l’art.
Depuis vingt-huit ans, il expose régulièrement en France et à l’étranger.

## Démarche artistique

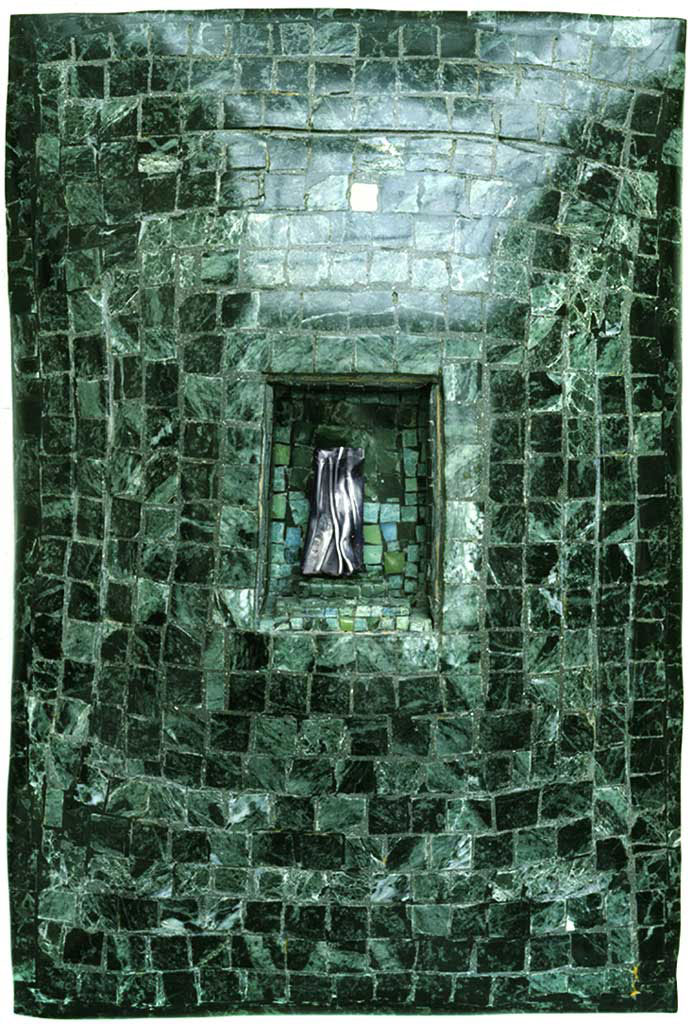
Monochrome de Moreje intégrant en son centre une sculpture d'Albert Féraud

Mosaïste, photographe et peintre de formation, Jérôme Gulon consacre ses recherches d’artiste plasticien à la notion de mosaïque dans une volonté de partage et de rénovation de ce médium dans son acception la plus large.
Il inscrit ce médium dans le champ de l’art contemporain et, à la fin des années 1980, est le premier artiste à introduire la mosaïque dans le domaine de l’art urbain.
Soulevant les questions du recouvrement et de l'éphémère dans ses parcours urbains, la réversibilité donnant la possibilité d'un effacement, la disparition fait partie intégrante de l'œuvre. Allant à l'encontre d'une idée de l'œuvre éternelle et inaltérable, il est important que certaines pièces échappent à l'artiste, qu'elles puissent partir doucement.

### Les «Parcours»
En 1988, Jérôme Gulon a commencé ses recherches en posant ses premières mosaïques dans les rues, interrogeant les concepts de temps, de répétition, de fragmentation, d’environnement, et questionnant la mosaïque comme art monumental en rapport avec l’urbanisme et l’architecture. Cela l’a conduit en 1995 à inaugurer sa série des « Parcours mosaïques ».
Chacun de ses Parcours répond à un temps et à une problématique donnée. Ils sont constitués de petites mosaïques disséminées au sein d’un espace – sur les murs, à même le sol, au coin des rues – qui ont pour vocation d’agir comme un révélateur des éléments environnants. Des photographies et parfois des vidéos témoignent, à la manière d’un carnet de voyage, des lieux traversés. 

Portrait de Cabu, posé par Moreje rue Gaby-Sylvia, près de l'ancien siège de Charlie hebdo.

Le fil conducteur de son travail peut être d'ordre purement esthétique, plastique, philosophique, poétique mais aussi politique social ou encore historique. Confronter la mosaïque à l'art urbain, le fait qu'elle soit considérée comme art « monumental » exprimant non pas l'idée d'un objet de taille imposante, mais avant tout celui de la mémoire. 
Ainsi le parcours de la Commune, essaimé par petites touches dans les rues de Paris se veut habité d'une dimension pédagogique et d'une participation à la réhabilitation des communards. 
Ses portraits du parcours Charlie sont diffusés dans plusieurs médias nationaux,,,et internationaux,,. Son portrait en hommage à Cabu est publié en une du Monde le 5 janvier 2016, un an après l'attentat contre Charlie Hebdo.

## Publications
- Revue Métiers d’art no 233, l’énergie expérimentale (2007)

- « Mosaïque entre la pierre et le concept », aux éditions de la Luminade  (ISBN 978-3-838146-47-8) (2008)

- Parution dans la revue  éCritique, N°9 (2e semestre 2009)

- Mosaïque Magazine no 1 et no 6 (2011)

- « Le portrait dans l’art contemporain », Éditions Patou  (ISBN 978-2-953254-84-6) (2012)
- Revue Artension, hors-série no 8 et no 10 (2012)
- «Ernest Pignon-Ernest» Opus#30, aux éditions Critères, Auteur Jérôme Gulon  (ISBN 978-2-917829-71-4) (2012)

- « Jérôme Gulon, Semeur de cailloux » Opus#39, aux éditions Critères  (ISBN 978-2-917829-92-9) (2013)
- « Corbeille Rouge », Instants, Éditions Rouages (ISBN 978-2-953-34446-2) (2013)
- « Vitry Ville Street art » Critères Éditions, collection Urbanité (ISBN 978-2-917829-89-9) (2013)

- « L’événement street art TOUR PARIS 13 » Édition Albin Michel, Auteur:Mehdi Ben Cheikh  (ISBN 978-2-226259-03-5) (2014)

- Moreje , «Gérard Zlotykamien». Le peuple des éphémères», Critères éditions, 2015.  (ISBN 978-2-37026-021-5)

- «Psyckoze, «intime errance cataphile »par collectif dont Moreje, collection Opus Délits – éditions H'artpon (2016)  (ISBN 979-10-95208-07-5)
- «Christophe Genin, «Le street art au tournant. De la révolte aux enchères» Les Impressions nouvelles, 2016.  (ISBN 978-2-87 449-430-7)